# Cixius ornatipennis
Cixius ornatipennis är en insektsart som beskrevs av Maximilian Spinola 1852. Cixius ornatipennis ingår i släktet Cixius och familjen kilstritar. Inga underarter finns listade i Catalogue of Life.